# Социальный расизм
Социальный расизм — идеологическое движение в общественной мысли, в рамках которого набор институциональных, исторических, культурных и межличностных социальных практик формализуется таким образом, что одна или несколько социальных или этнических групп ставятся в более выгодное положение для достижения их успеха, а другие группы ставятся в невыгодное положение, так что между группами возникает неравенство, сохраняющееся в течение длительного периода времени; население периферии или люди из необеспеченных слоёв общества рассматриваются как генетически и психологически неполноценные существа, принадлежащие к иному антропологическому варианту.
Социальный расизм также называется структурным расизмом, поскольку, по словам Карла Э. Джеймса, данное общество устроено таким образом, что исключает значительное количество людей из участия в социальных институтах. Социальный расизм также иногда называется системным расизмом.
Структурный расизм труднее обнаружить, поскольку он требует изучения данных в течение длительного времени, чтобы определить, как набор институциональных, исторических, культурных и межличностных практик поддерживает расовое неравенство. Однако структурный расизм является наиболее распространённой формой расизма, пронизывая все уровни общества, включая институциональные, исторические, культурные и межличностные практики в обществе, которые укрепляют расовое неравенство.

## В США
Джордж М. Фредриксон, профессор Стэнфордского университета писал, что социальный расизм глубоко укоренился в американской культуре; он сформировался в XVIII веке и был направлен на сохранение сложившейся системы доминирования белых. По мнению исследователя, «социальный расизм не требует идеология для своей поддержки до тех пор, пока он считается само собой разумеющимся».
В Соединённых Штатах структурный расизм представляет собой формализацию практик, ставящих белых или европеоидов в социально выгодное положение, и постоянно наносящих ущерб цветным, таким как афроамериканцы, коренные американцы, латиноамериканцы и др. Это положение часто определяет привилегии белых, такие как лучшие возможности для карьерного роста и лучшее обращение в различных учреждениях. Это приводит к расовому неравенству между белыми и другими группами, что часто имеет результатом проблемы бедности или разницу в состоянии здоровья между данными группами.

## В России

### Предыстория
Идеологические противники крепостничества одинаково именовали крепостничество «рабством». По замечанию В. О. Ключевского, «Закон всё более обезличивал крепостного, стирая с него последние признаки правоспособного лица». Харьковский правовед профессор Дмитрий Каченовский в своих лекциях критиковал рабство в США, но его многочисленные слушатели воспринимали эту критику как эзопов язык. Его студент, впоследствии одесский городской голова Павел Зелёный писал:

Нет нужды объяснять, что всякий слушатель ясно понимал и чувствовал, что, рассказывая о страданиях рабов, Каченовский разумеет белых, а не одних чёрных.
 Константин Аксаков писал в обращении к императору Александру Второму в 1855 году: «Образовалось иго государства над землёю, и русская земля стала как бы завоёванною… Русский монарх получил значение деспота, а народ — значение раба-невольника в своей земле». «Белыми рабами» называл русских крепостных крестьян А. Герцен. Однако и шеф корпуса жандармов, граф Бенкендорф, в секретном донесении на имя императора Николая Первого признавал: «Во всей России только народ-победитель, русские крестьяне, находятся в состоянии рабства; все остальные: финны, татары, эсты, латыши, мордва, чуваши и т. д. — свободны».

### Современность
В современной России часто выражается в таких штампах речи, как: «глубинный народ», «народ не тот, не готов жить при демократии», «правительство — последний европеец, а народ — тёмный» «народ заслуживает своё правительство», «генетическое рабство».